# Albert Sorel
Albert Sorel, född den 13 augusti 1842 i Honfleur (Calvados), död den 29 juni 1906 i Paris, var en fransk historiker.
Sorel anställdes 1866 i utrikesministeriet och följde 1870 delegationen till Tours och Bordeaux, blev 1872 professor i diplomatisk historia vid École Libre des Sciences Politiques och 1876 därjämte generalsekreterare vid senatens presidium. Han skrev bland annat Histoire diplomatique de la guerre franco-allemande (2 band, 1875), La question d'Orient au XVIIIe siecle (1877; 2:a upplagan 1889), Essais d’histoire et de critique (1878; 2:a upplagan 1894), Nouveaux essais et cetera (1898) och L'Europe et la révolution francaise (8 band, 1885–1904; band 1 i 3:e upplagan 1893), belönad av Franska akademien med stora Gobertska priset 1887 och 1888 och av institutet med Osirispriset, 100 000 francs, 1904, hans främsta arbete. Han betonar däri starkt revolutionens utrikespolitiska sida som den dominerande, i det den återupptog och med dittills ouppnådd energi fullföljde de franska kungarnas gamla erövringsplaner. I sin uppfattning av Napoleon röjer han en fläkt av Vandals anda, och "han återförde Napoleon i dennes historiska sammanhang genom att påvisa hans plats i revolutionens utveckling". Han författade vidare Précis du droit des gens (1876; 2:a upplagan 1887; tillsammans med Théophile Funck-Brentano) samt essäer över Montesquieu (1887; 2:a upplagan 1889), Madame de Staël (1890; 3:e upplagan 1901) och Bonaparte et Hoche en 1797 (1896). I det på hans förslag utgivna stora verket Recueil des instructions données aux ambassadeurs et cetera redigerade han 1:a delen, omfattande Österrike (1884). Sorel skrev även romaner. Hans son Albert-Émile Sorel utgav 1909 Notes et portraits d'Albert Sorel contenant des pages inédites. Sorel var ledamot av Académie des sciences morales et politiques (efter Fustel de Coulanges, 1889), av Franska akademien (efter Taine, 1894) samt av Vitterhetsakademien (samma år) och Vetenskapssocieteten i Uppsala (1903).